# セーヌ＝マリティーム県
セーヌ＝マリティーム県（セーヌ＝マリティームけん、Seine-Maritime）は、フランスのノルマンディー地域圏の県である。

## 歴史
1790年3月4日、フランス革命後の1789年12月22日の法令施行によって旧ノルマンディー州を分割してセーヌ＝アンフェリウール県（下セーヌ県）（Seine-Inférieure）として誕生した。1955年1月18日、現在のセーヌ＝マリティーム県に改称された。
ルーアンにはカトリック教会の大司教座が、ル・アーヴルには司教座が置かれている。

## 地理・気候

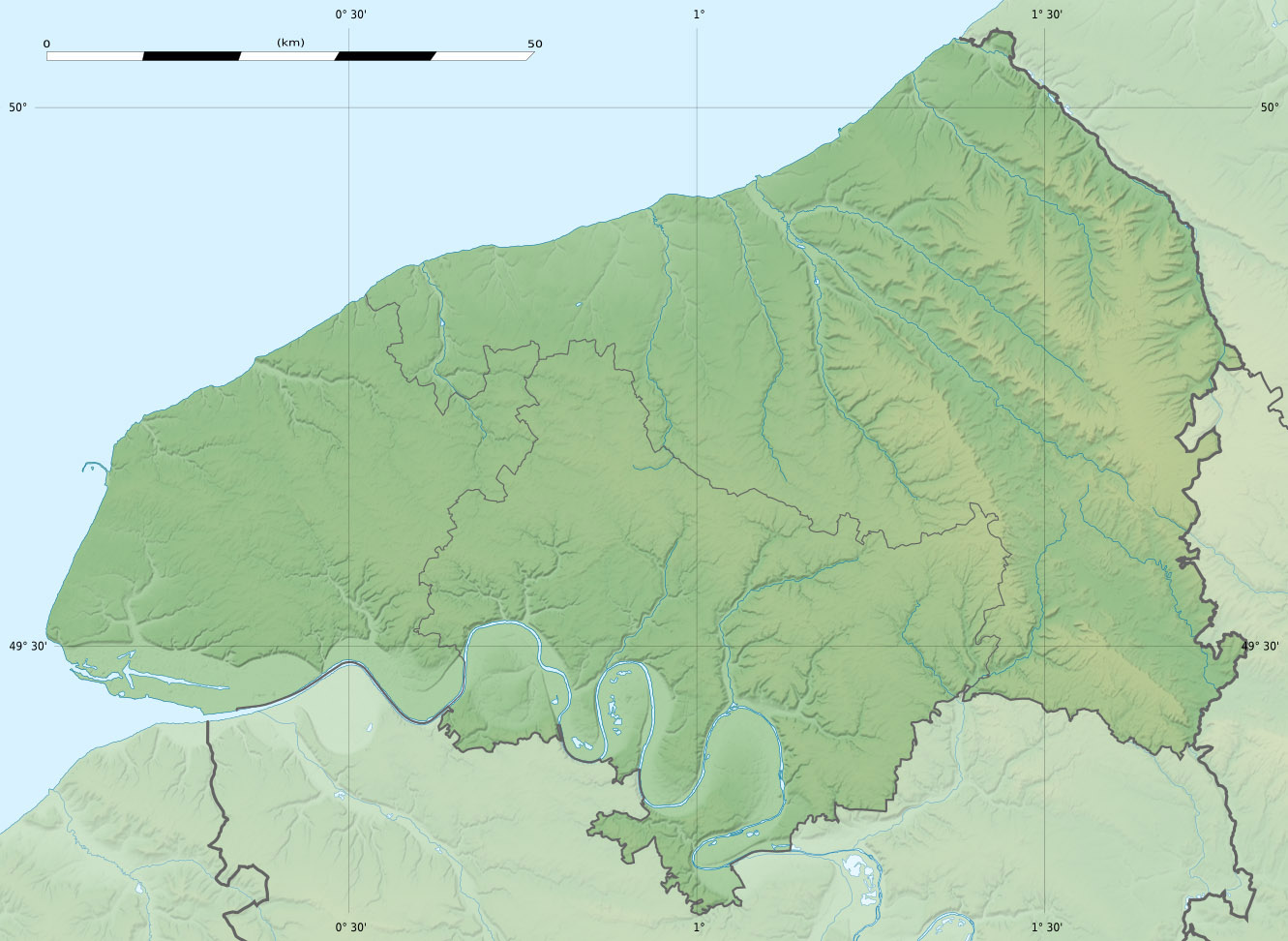
セーヌ＝マリティーム県の地図

セーヌ＝マリティーム県は、セーヌ河口を持ちイギリス海峡に面している。ソンム県、オワーズ県、ウール県と接する。県内にはチョーク質の平野であるコー地方を抱える。
セーヌ＝マリティーム県は海洋性気候であるが、海岸部と内陸部とでは気温が違う。冬期の気温は、県東部より海岸部が温暖である。夏期には反対に海岸部が涼しい。標高の高いブレー地方では、冬期に降雪を記録することが知られている。
南西風または西風が主流である。秋と冬にはこれらの風が嵐をもたらす。県全体として年間降雨量が多い。

## 人口統計
| 1968年    | 1975年    | 1982年    | 1990年    | 1999年    | 2006年    | 2007年    |
| --------- | --------- | --------- | --------- | --------- | --------- | --------- |
| 1,113,977 | 1,172,743 | 1,193,039 | 1,223,429 | 1,239,138 | 1,243,830 | 1,244,602 |

出典: SPLAF、2006年および2007年INSEE

## 経済
第三次産業が7割を占める。セーヌ川谷工業地帯を持ち、ルーアン、ル・アーヴル（フランス第一位のコンテナ港）、リールボンヌが代表的な工業都市である。石油精製所の他、自動車産業が盛ん。パンリーとパリュエルの2箇所に原子力発電所がある。

## 出身者
- ブールヴィル（俳優）

## ギャラリー

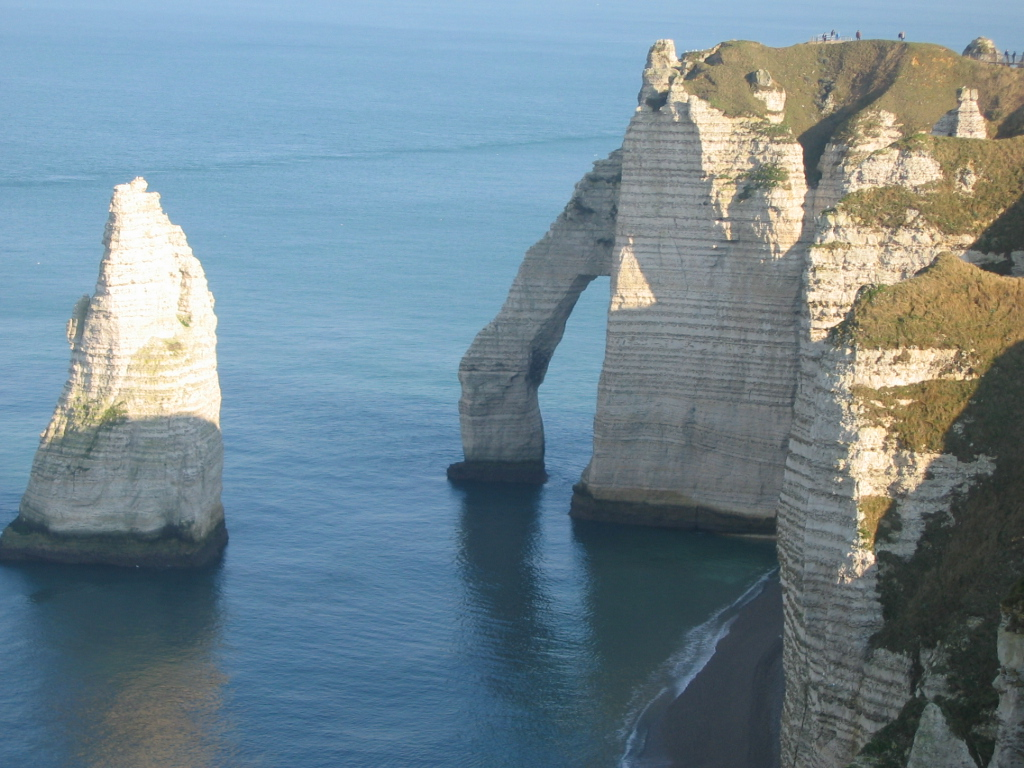
エトルタの奇岩
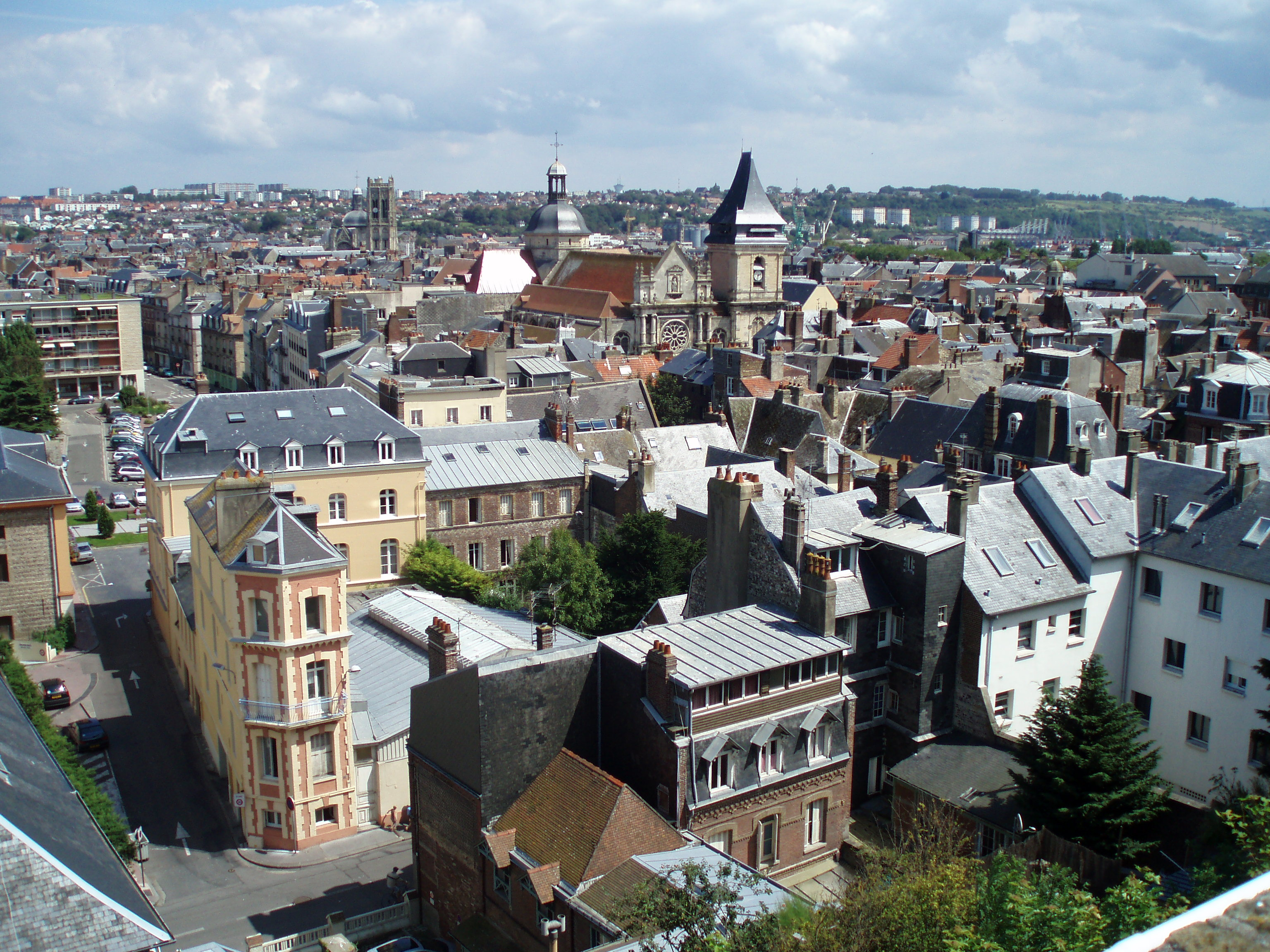
ディエップ歴史地区
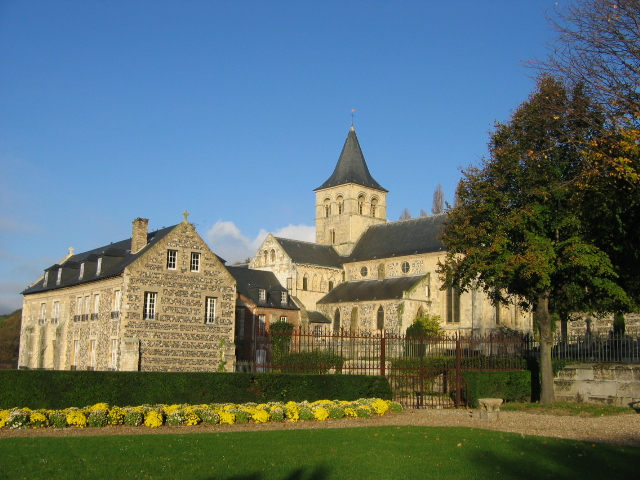
グラヴィル修道院
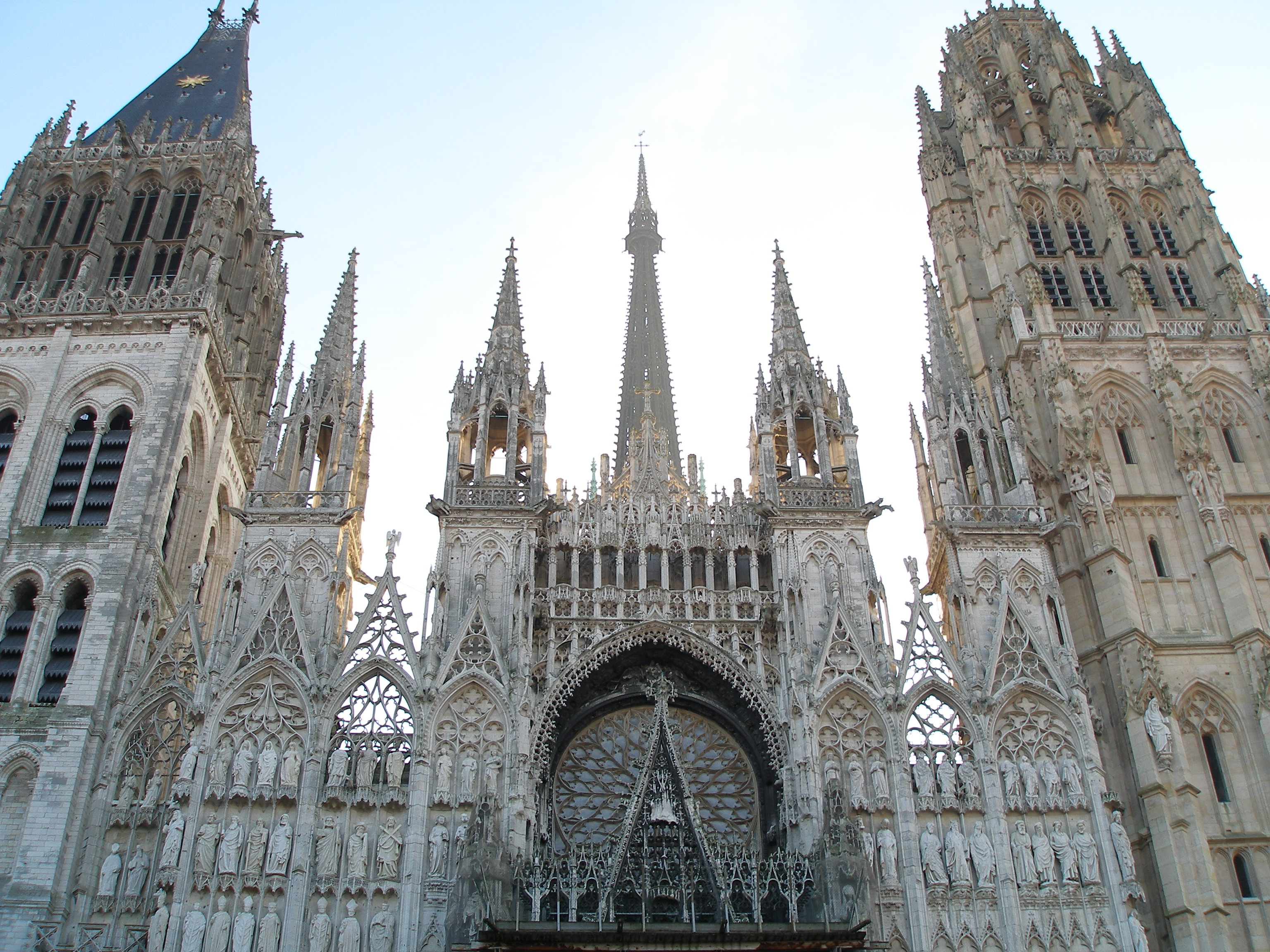
ルーアンのノートルダム大聖堂
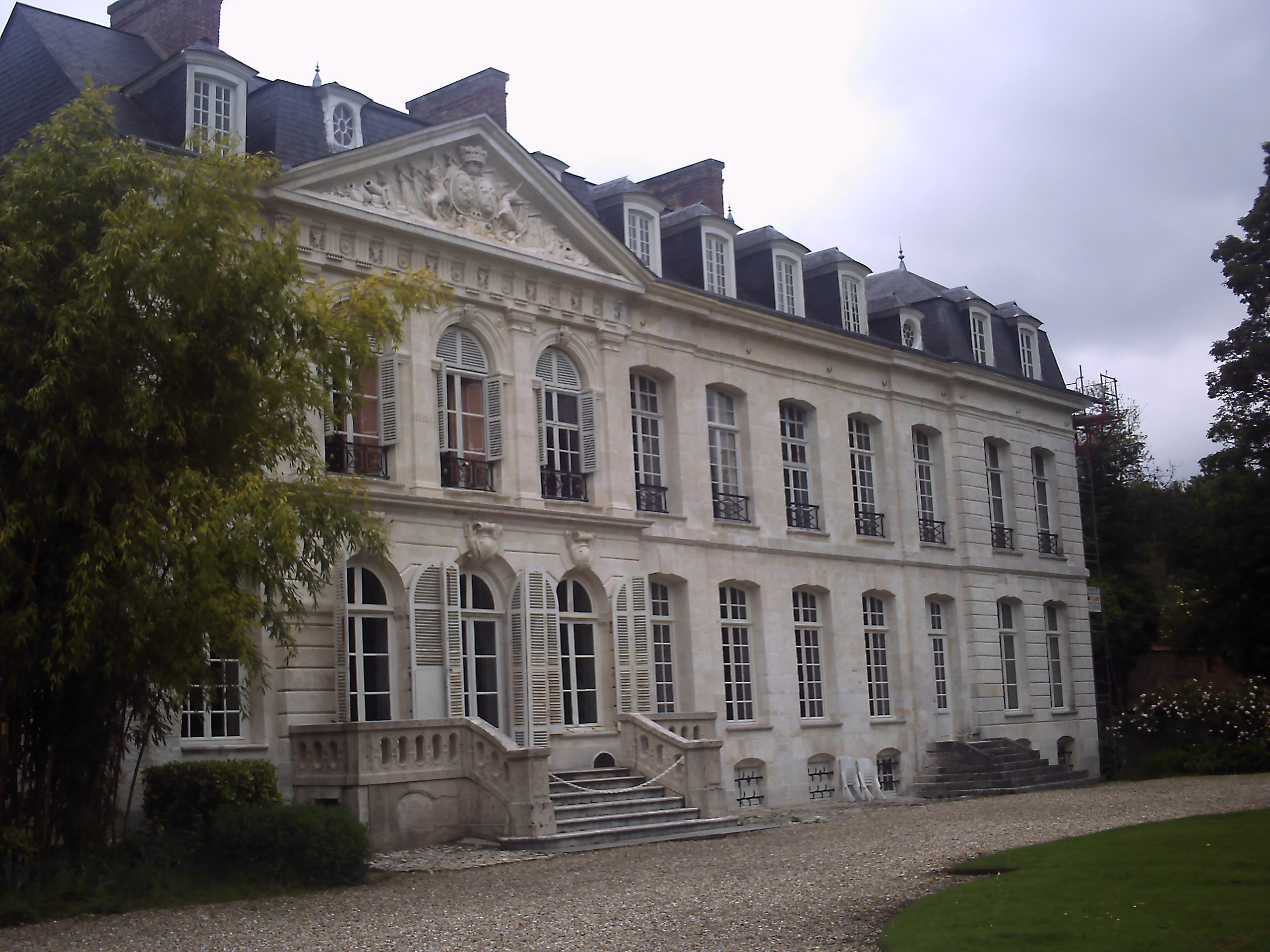
歴史文化財となっているフィリエール城